# آندرئاس اشتاوف
آندرئاس اشتاوف (انگلیسی: Andreas Stauff؛ زادهٔ ۲۲ ژانویهٔ ۱۹۸۷) دوچرخه‌سوار اهل آلمان است.
از باشگاه‌هایی که در آن بازی کرده‌است می‌توان به تیم کوئیک‌استپ فلورز و تیم دایمنشن دیتا اشاره کرد.